# Лихтенштейнский автобус

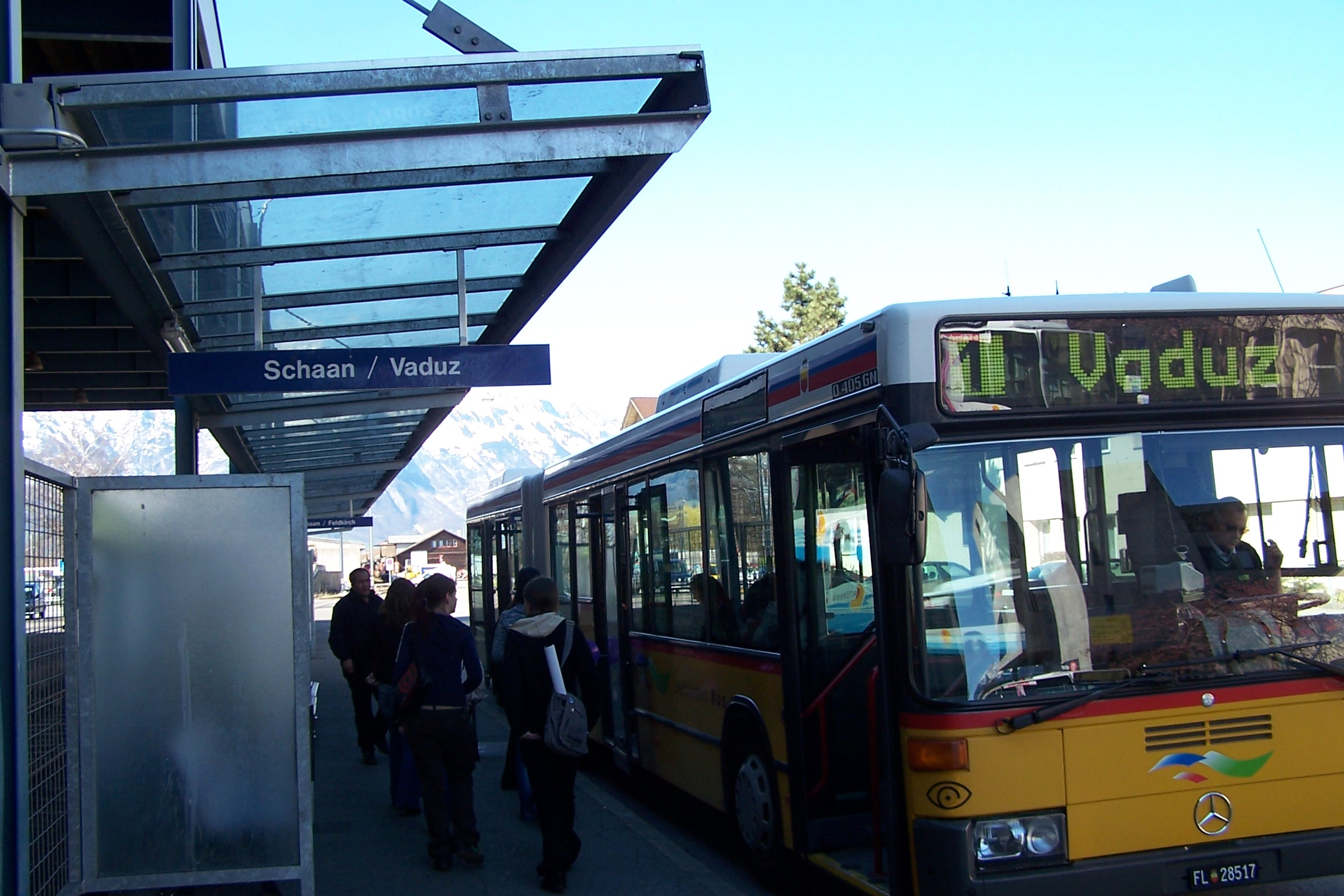
Лихтенштейнский автобус

Лихтенштейнский автобус (нем. Liechtenstein Bus) — основной вид общественного транспорта Лихтенштейна и автобусная компания, базирующаяся в Вадуце. Автопарк компании составляют 19 автобусов с бензиновыми двигателями и 27 — с дизельными, обслуживающих 13 маршрутов. 
Помимо городских перевозок, компания осуществляет автобусную связь с соседними странами — Швейцарией и Австрией. Из Швейцарии в Лихтенштейн отходят автобусы из городков Бухс, Севелен, Сарганс. Из Австрии — Гизинген, Фельдкирх. 
На станции Шаан-Вадуц (Schaan-Vaduz) в Лихтенштейне построен круговой павильон, который похож сверху на треугольник. Расписание прибытия автобусов организовано таким образом, что автобусы приезжают в одно время и пассажир может сразу пересесть на другой маршрут. 
Также на станции Шаан-Вадуц есть Туристический центр, где можно получить бесплатную информацию о транспорте страны. 
В случае наличия Swiss Travel Pass проезд в автобусах Лихтенштейна бесплатный, дополнительный билет покупать не требуется.

## Маршруты
- 11 Зарганс — Вадуц — Шан — Бендерн — Эшен — Маурен — Фельдкирх
- 12 Букс — Шан — Вадуц — Бальцерс — Зарганс
- 13 Букс — Шан — Нендельн — Эшен — Маурен — Фельдкирх
- 14 Вадуц — Нендельн — Шанвальд — Фельдкирх
- 21 Вадуц — Тризенберг — Мальбун
- 22 Тризенберг — Гафлай
- 24 Вадуц — Зевелен
- 26 Шан — Планкен
- 31 Бендерн — Руггелль — Шелленберг
- 32 Бендерн — Гамприн — Руггелль — Шелленберг — Хинтершелленберг
- 33 Маурен — Шелленберг — Хинтершелленберг
- 35 Бальцерс — Бендерн — Гамприн — Шелленберг
- 36 Бальцерс — Вадуц — Шан — Бендерн — Руггелль — Нофельз